# Izraelská blokáda Pásma Gazy (2023–2025)
Dne 9. října 2023 Izrael uvalil na Pásmo Gazy úplnou blokádu a zablokoval přísun potravin, vody, léků, pohonných hmot a elektřiny. Blokáda byla uvalena v reakci na začátek útoku palestinských militantních skupin na jižní Izrael v roce 2023. Izrael uvedl, že ke zrušení blokády nedojde, dokud rukojmí, kteří byli uneseni Hamásem, nebudou bezpečně propuštěni. Hamás oznámil, že je ochoten propustit všechna izraelská rukojmí výměnou za všechny palestinské vězně v Izraeli.
Dne 18. října 2023 oznámil prezident Spojených států amerických Joe Biden, že se Izrael a Egypt dohodly na vstupu humanitární pomoci do Pásma Gazy. Poté, co dne 20. ledna 2025 vstoupilo v platnost příměří, Izrael uvolnil omezení pro vstup potravin, vody, stanů a dalšího humanitárního materiálu do pásma Gazy, 2. března 2025  opět přístup pomoci do Gazy zastavil.
Blokáda měla za následek humanitární krizi. Na jaře 2024 řada lidskoprávních organizací i veřejných činitelů varovala před rozvojem hladomoru, zejména na severu oblasti.
Dne 20. května 2024 požádal hlavní žalobce Mezinárodního trestního soudu Karim Khan mimo jiné z důvodu uvalení blokády o vydání zatykače na izraelského premiéra Benjamina Netanjahu a izraelského ministra obrany Jo'ava Galanta za válečný zločin úmyslného využívání hladovění civilních osob jako způsobu vedení boje. Soud zatykače vydal v listopadu 2024.

## Pozadí
Pásmo Gazy je od roku 2005 pod částečnou blokádou Izraele i Egypta.
Dne 7. října 2023 zahájili bojovníci Hamásu a dalších palestinských skupin raketové ostřelování a pozemní útok proti vojenským a civilním cílům v Izraeli. Izrael následně vyhlásil militantům válku a povolal 300 000 rezervistů.

## Blokáda
Úplnou blokádu Pásma Gazy oznámil 9. října 2023 izraelský ministr obrany Jo'av Galant: „Nařídil jsem úplnou blokádu Pásma Gazy. Nebude tam žádná elektřina, žádné potraviny, žádné palivo, vše je uzavřeno.“ „Bojujeme proti bestiím a podle toho jednáme,“ dodal. Mluvčí izraelského ministra energetiky Jisra'ela Kace uvedl, že Kac nařídil s okamžitou platností přerušit dodávky vody do Pásma Gazy. Otvory v bariéře mezi Pásmem Gazy a Izraelem byly střeženy izraelskými tanky a bezpilotními letouny.
V důsledku blokády došlo 11. října ve 14:00 jediné elektrárně v Pásmu Gazy palivo, čímž přestala fungovat elektřina. Mimo jiné se vypnuly stanice na odsolování mořské vody, čímž bylo pásmo zcela odříznuto od pitné vody.
Dne 12. října 2023 Jisra'el Kac prohlásil, že ke zrušení blokády nedojde, dokud rukojmí, kteří byli uneseni Hamásem, nebudou bezpečně propuštěni.
Poté, co dne 20. ledna 2025 vstoupilo v platnost příměří, Izrael uvolnil omezení pro vstup potravin, vody, stanů a dalšího humanitárního materiálu do pásma Gazy. Ředitel Světového potravinového programu však uvedl, že některá izraelská omezení zůstávají. Izrael také omezil počet Palestinců, kteří mohli opustit Gazu a vyhledat lékařské ošetření v zahraničí. Zatímco dohoda stanovila, že denně může opustit 150 palestinských pacientů, Izrael dále omezil počet nemocných, kterým bylo povoleno odejít. Mezi pacienty, kterým bylo zakázáno cestovat, bylo i dítě s rakovinou.
Dne 2. března 2025 Izrael opět zastavil přístup humanitární pomoci do Gazy. Její blokádu odsoudili zprostředkovatelé příměří Egypt a Katar, stejně jako OSN, jako porušení dohodnutého příměří. Dne 9. března nařídil izraelský ministr energetiky Eli Cohen zastavit dodávky izraelské elektřiny do Gazy. 25. dubna 2025 Světový potravinový program uvedl, že jeho potravinové zásoby v důsledku trvající blokády již byly vyčerpány. Podle Amnesty International je Izraelské rozhodnutí přerušit dodávky elektřiny týden poté, co zastavil přístup humanitární pomoci, porušením mezinárodního práva a dalším důkazem genocidy proti Palestincům.

### Hraniční přechod Rafah
Jednalo se o první hraniční přechod, který byl po začátku války znovu otevřen (21. října). Od znovuotevření do 31. října tudy projelo 241 nákladních vozů s humanitární pomocí. Dne 27. října kritizovala Cindy McCain, výkonná ředitelka Světového potravinového programu, kontroly na egyptské straně přechodu.

### Hraničních přechod Kerem Šalom
Jednalo se o jeden z hraničních přechodů, přes který na začátku války vnikli bojovníci Hamásu do Izraele. Dne 30. října požádala OSN Izrael, aby přechod znovu otevřel a umožnil průjezd nákladním vozům s humanitární pomocí. Přechod byl nakrátko otevřen 3. listopadu pro palestinské pracovníky z Gazy, kteří v Izraeli pobývali na základě pracovních povolení.
16. července 2024 vyšetřování agentury Associated Press a izraelské výzkumné organizace Shomrim odhalilo, že Spojené státy a Izrael schválily dary odečitatelné z daní v celkové výši více než 200 000 USD několika izraelským krajně pravicovým extremistickým skupinám zapojeným do blokování a přerušení dodávek humanitární pomoc do pásma Gazy.